# Аболтинь Яків Якович
Яків Якович Аболтинь (латис. Jēkabs Āboltiņš; 12 грудня 1927 року, Латвія — 21 червня 2006 року) — бригадир радгоспу «Ауструмі» Валміерського району Латвійської РСР. Герой Соціалістичної Праці (1966).
Народився в 1927 році на території сучасної Мазсалацької волості. Із 1950 року-тракторист, бригадир тракторної бригади, начальник дільниці радгоспу «Ауструмі» Валміерського району з центром у селі Ауструмі (сьогодні — Кошкеле).
Достроково виконав особисті соціалістичні зобов'язання і планові виробничі завдання Семирічки (1959—1965) з виробництва сільськогосподарської продукції. Указом Президії Верховної Ради СРСР від 23 червня 1966 удостоєний звання Героя Соціалістичної Праці «за успіхи, досягнуті в збільшенні виробництва та заготівлю пшениці, жита, гречки та інших зернових і кормових культур, а також високопродуктивне використання техніки» з врученням ордена Леніна та золотої медалі «Серп і Молот».
Помер у червні 2006 року.